# عشق در دریا (فیلم ۱۹۶۵)
عشق در دریا (فرانسوی: L’Amour à la mer‎) یک فیلم به کارگردانی گی ژیل است که در سال ۱۹۶۵ منتشر شد. از بازیگران آن می‌توان به آلن دلون، ژان-کلود برایلی، ژان‌پیر لئو، ژولیت گرکو، و رومی اشنایدر اشاره کرد.